# روبي بهاتيا
روبي بهاتيا هي ممثلة كندية، ولدت في 1 نوفمبر 1973 في ألاباما في الولايات المتحدة.

## وصلات خارجية
- روبي بهاتيا على موقع IMDb (الإنجليزية)